# NGC 4126
NGC 4126 је лентикуларна галаксија у сазвежђу Береникина коса која се налази на NGC листи објеката дубоког неба.
Деклинација објекта је + 16° 8' 35" а ректасцензија 12h 8m 37,4s. Привидна величина (магнитуда) објекта NGC 4126 износи 13,5 а фотографска магнитуда 14,5. NGC 4126 је још познат и под ознакама UGC 7123, MCG 3-31-47, CGCG 98-65, PGC 38565.